# Ecotrechus ruruiae
Ecotrechus ruruiae (лат.) — вид пещерных жуков-трехин, единственный представитель монотипического рода Ecotrechus из семейства жужелицы (Carabidae). Эндемик Китая. Название вида дано в честь Ms. Rurui Ye, спелеолога и коллектора типовой серии и участницы группы Explore China. Родовое название происходит от слов «Ec-» + Trechus (типовой род), где «Ec» — это сокращение от Explore China, команды спелеологов в Китае.

## Распространение
Китай (Гуйчжоу). Известен только из пещеры под названием Laba Dong в уезде Цзыюнь (Ziyun).

## Описание
Слепые троглобионты с длинными 11-члениковыми усиками и тонкими ногами. Длина 6,3—6,6 мм; ширина 2,4 мм. Тело коричневое, но ротовые органы, щупики и лапки бледные; поверхность голая и умеренно блестящая; вентриты покрыты коротким опушением; микроскульптурные гравированные сетки более или менее изодиаметрические на голове, умеренно или сильно поперечные на переднеспинке и надкрыльях; передняя часть тела значительно короче надкрылий.
Ecotrechus является своеобразным родом, не имеющим очевидных филогенетических родственников среди китайских пещерных Trechini. Отсутствие надглазничной сетчатой поры на голове, отсутствие латеро-маргинальных волосков на переднеспинке и дорсальных и преапикальных пор на надкрыльях являются яркими уникальными родовыми признаками этого рода. Ecotrechus более или менее похож на Libotrechus Uéno, 1998, который распространен от южного Гуйчжоу (уезд Либо), через северный (автономный уезд Хуаньцзян Маонань) до центрального (автономный уезд Дуань Яо) Гуанси, а также формой тела, в частности, переднеспинкой. Однако он сильно отличается от Libotrechus по многим аспектам, например: (1) голова более вытянута у Ecotrechus, тогда как у Libotrechus она толще; (2) лабиум полностью слит у Ecotrechus, против ментума и субментума, хорошо разделенных четким лабиальным швом у Libotrechus ; (3) скапус усиков короче, чем педицель у Ecotrechus, против почти равной у Libotrechus ; (4) переднеспинка почти округлая у Ecotrechus, против субсердцевидной у Libotrechus. Вид был впервые описан в 2023 году китайскими энтомологами (Mingyi Tian, Sunbin Huang, Xinyang Jia; Department of Entomology, College of Plant Protection, South China Agricultural University, Гуанчжоу, Китай).